# Рандбалка
Рандбалка (от немски: Rand, „ръб“, „контур“, и от руски: балка, „греда“) е греда, свързваща група единични фундаменти и преразпределяща натоварването върху тях, така че те да имат относително близки слягания и да не се отместват един спрямо друг. От статическа гледна точка рандбалките могат да се разглеждат като греди на еластична основа.